# Lil Boo Thang
Lil Boo Thang è un singolo del cantante statunitense Paul Russell, pubblicato il 18 agosto 2023.

## Video musicale
Il video musicale, diretto da Jamar Harding è stato pubblicato il 19 settembre 2023.

## Tracce
1. Lil Boo Thang – 1:54